# Хаслија (Аљаска)
Хаслија (енгл. Huslia) град је у америчкој савезној држави Аљаска.

## Демографија
По попису из 2010. године број становника је 275, што је 18 (-6,1%) становника мање него 2000. године.
| Група             | 2000.     | 2010.     |
| Белци             | 13 (4,4%) | 18 (6,5%) |
| Афроамериканци    | 0 (0,0%)  | 0 (0,0%)  |
| Азијати           | 0 (0,0%)  | 0 (0,0%)  |
| Хиспаноамериканци | 4 (1,4%)  | 0 (0,0%)  |
| Укупно            | 293       | 275       |